# ラブソングはとまらないよ
「ラブソングはとまらないよ」は、いきものがかりの楽曲。自身の27作目のシングルとして、ソニー・ミュージックレーベルズ / エピックレコードジャパンからCDシングル・デジタル・ダウンロードで2014年7月9日に発売された。
前作「笑顔」から約1年（364日）ぶりの発売となった2014年第1弾シングルで、初回仕様限定盤には「いきものカード041」が封入されている。

## 収録曲
1. ラブソングはとまらないよ （5:34）
  - 作詞・作曲：水野良樹 / 編曲：本間昭光

カルピス『カルピスウォーター』CMソング[4][注 2]。
ミディアム・テンポのポップ・チューンで[5]、歌詞は好きな人への想いを上手く伝えきれないもどかしさを綴り[4]、そうした青春時代の甘酸っぱい恋心を[4][6][7]、吉岡は温かく伸びのある歌声で[5]爽やかに[5]そしてストレートに表現している[4]。
2. 虹 （4:23）
  - 作詞・作曲：山下穂尊 / 編曲：江口亮

ヤマザキ「ランチパック」CMソング[8]。
奈良テレビ放送「気ままに歩こーく!」オープニングテーマ
前向きな希望を明るく清々しく歌い上げたメッセージソングとなっている[5][7][9]。
オリジナルのカップリング曲でタイアップがついたのは、「message」以来15作ぶりとなる。なお、この曲を用いたCMは本作発売の半年前の1月1日より6月までのOAとなっている。
3. ラブソングはとまらないよ -instrumental-
4. 虹 -instrumental-

## 収録アルバム
- FUN! FUN! FANFARE!（#1・#2）
- 超いきものばかり〜てんねん記念メンバーズBESTセレクション〜 (#1)